# IMac Apple Silicon
Les iMac Apple Silicon sont des Macintosh tout-en-un conçus, fabriqués et commercialisés par Apple depuis 2021. Ces ordinateurs font partie de la famille des iMac et possèdent comme leur nom l'indique un processeur de type Apple silicon. C'est l'un des trois ordinateurs de bureau de la gamme Macintosh, servant d'alternative au Mac mini, et situé sous le plus puissant Mac Pro.
Apple a annoncé son premier iMac équipé d'un processeur Apple Silicon le 20 avril 2021, qui est un modèle de 24 pouces et d'une puce Apple M1.

## Résumé
En novembre 2020, Apple a présenté ses premiers ordinateurs équipés d’une puce Apple Silicon M1, le MacBook Pro, le MacBook Air et le Mac mini. L'étape suivante dans l'utilisation générale du processeur maison est confirmée le 20 avril 2021 : c'est l’iMac, l’ordinateur bureau standard d’Apple,,,. 
À cette occasion, cet ordinateur bureau est également redesigné avec un dos et un pied plats, plus coloré (7 choix de couleurs contre gris pour les iMac Intel) et doté d'un écran plat plus fin,. Le nouveau clavier sans fil introduit un capteur Touch ID.

### Spécifications
| Modèle                | Mi 2021 |
| Date de sortie        | Seconde moitié de mai 2021 |
| Référence             | À venir |
| Numéro de modèle      | À venir |
| Identifiant du modèle | À venir |
| Numéro EMC            | À venir |
| Écran                 | 23,5 pouces |
| Écran                 | Résolution de 4 480 × 2 520 pixels (Rétina) Luminosité de 500 nits Large gamme de couleurs (P3) Technologie True Tone                                                                                            |
| Processeur            | Apple M1 |
| Mémoire vive          | 8 Go Configurable avec : 16 Go |
| Mémoire vive          | Mémoire LPDDR4X-4266 unifiée |
| Carte graphique       | Carte graphique de 7 ou 8 cœurs |
| Stockage              | SSD de 256 Go Configurable avec : SSD de 512 Go, 1 To, 2 To |
| Connectivité          | Wi-Fi 6 (802.11a/b/g/n/ac/ax) Bluetooth 5.0 Gigabit Ethernet (intégré dans l'alimentation externe, à la demande pour le modèle avec graphique de 7 cœurs, intégré par défaut pour la carte graphique de 8 cœurs) |
| Caméra                | Caméra FaceTime HD 1080p avec le processeur de signal d’image de la puce M1 |
| Compatibilité vidéo   | Prise en charge d'un écran externe d'une résolution atteignant 6K à 60 Hz |
| Audio                 | Haut-parleurs stéréo Prise casque 3,5 mm |
| Périphériques         | 2× Thunderbolt 3/USB-C 4.0 jusqu'à 50 Gbit/s (pas de prise en charge des eGPU) avec 2× USB-C 3.1 Gen 2 jusqu'à 10Gbit/s (modèle avec carte graphique de 8 cœurs)                                                 |
| Coloris               | Bleu, vert, rose, argent, jaune, orange, mauve |